# منتخب إنجلترا لكرة القدم الرديف
منتخب إنجلترا لكرة القدم الرديف، هو المنتخب الداعم لمنتخب إنجلترا لكرة القدم. وقد يلعب مباريات مع منتخبات أساسية أو رديفة أخرى. منذ استخدام الفريق الأول في عام 1947، لعب 54 مباراة رسمية  و 3 غير رسمية. وهو غير نشط منذ مايو 2007.